# روبرتو ساكاسا
روبرتو ساكاسا (بالإسبانية: Roberto Sacasa y Sarria)‏ (و. 1840 – 1896 م) هو سياسي من نيكاراغوا. وهو عضو في حزب محافظي نيكاراغوا.